# 5802 Casteldelpiano
5802 Casteldelpiano este un asteroid din centura principală de asteroizi.

## Descriere
5802 Casteldelpiano este un asteroid din centura principală de asteroizi. A fost descoperit pe 27 aprilie 1984 la Observatorul La Silla de Vincenzo Zappalà. Asteroidul prezintă o orbită caracterizată de o semiaxă mare de 2,27 ua, o excentricitate de 0,16 și o înclinație de 2,4° în raport cu ecliptica.